# Siegfried Gräter
Siegfried Gräter (* 9. August 1939) ist ein ehemaliger deutscher Fußballtorwart. 

## Karriere
Von der SV Böblingen wechselte Gräter 1962 zu den Stuttgarter Kickers. Dort absolvierte er in der 2. Oberliga Süd und in der Regionalliga Süd 189 Spiele im Tor der Blauen. Nach einer 0:7-Niederlage, am 6. November 1971 beim Karlsruher SC, meldete sich der Torhüter krank und „hängte die Fußballschuhe an den Nagel“, Karriereende.
In der Saison 1980/81 war er beim SV Sillenbuch, einem unterklassigen Verein aus Stuttgart, noch als Trainer tätig.